# 西安交通大学城市学院
西安交通大学城市学院是经国家教育部批准设立的全日制本科层次的独立学院，成立于2004年5月。

## 历史
- 2000年12月由西安交通大学、陕西财贸学院的建筑学、图学、城市规划等专业合并形成。
- 2003年工业设计、艺术设计专业从其他院系调整到该院。

## 院系结构

### 电气与信息工程系
成立于2004年9月。该系设有“电子信息工程”、“自动化”、“电气工程及其自动化”、“测控技术与仪器”4个本科专业。

### 计算机系
计算机系承担计算机各专业的计算机课程教学，同时担任全院各专业的计算机基础、计算机应用公共课程的教学工作。

### 管理系
西安交通大学城市学院管理系成立于2004年9月，截至2007年12月底，管理系三、四年级在校本科生718名。专职教师9名，其中副高职称以上教师3名，80%教师具有国内著名大学的硕士及其以上学历，理论基础扎实，知识面广，具有很强的教学能力和应用能力。部分教师来自企业高层管理岗位，有丰富的管理实践经验。

### 应用经济系
西安交通大学城市学院应用经济系成立于2004年9月。该系三、四年级在校本科生680余名。

### 外语系
外语系成立于2006年12月，拥有一支整体素质高、掌握现代外语教学理念、善于学习、敬业精神强的外语师资队伍。全系现有教职工50人，其中教授、副教授5人，讲师32人，教师中硕士学位获得者38人。

### 机械工程系
成立于2006年的机械工程系是依托西安交通大学机械工程和能源与动力工程办学传统及优势，并体现其办学特色的新系，现已开设机械设计制造及其自动化（机自）专业，在校学生230人。

### 艺术设计系
艺术系成立于2007年3月，现有动漫制作、平面设计、书法和环艺设计四个专业方向。

### 护理系
为了适应中国卫生事业的发展以及社会对健康的需求，西安交通大学城市学院依托西安交通大学医学院得天独厚的教学资源，于2007年正式成立护理学系。